# Comisión Nacional de Emergencias (Costa Rica)
La Comisión Nacional de Prevención de Riesgos y Atención de Emergencias Costa Rica es una institución pública, gubernamental, de gestión y mitigación de riesgo responsable de las acciones a tomar durante una emergencia en el país. Fue creada mediante ley n.º 4374 del 14 de agosto de 1969 y reestructurado mediante la ley n.º 7914.
El objetivo principal de la Comisión Nacional de Emergencias es reducir las causas de las pérdidas humanas y las consecuencias económicas, sociales y ambientales causadas por una amenaza natural o antrópica.
Las acciones tomadas por la Comisión de Emergencias durante una situación de riesgo declarada son determinadas y puestas en acción debido a lo establecido en la Ley Nacional de Emergencias, N° 8488. Lo anterior obligó a la CNE a crear un marco estratégico basado en el Plan Nacional de Desarrollo y los compromisos internacionales, tales como la Estrategia Internacional de Reducción de Desastres, delimitada por el Marco de Acción de "Hyogo y sus prioridades para la Acción 2005-2015", definida en 2005.

## Sistema nacional de gestión de riesgo
El Sistema nacional de gestión de riesgo creó un eje transversal para las tareas que el Estado costarricense debe tomar en caso de una emergencia. Lo componen los instrumentos, los programas y los recursos públicos, institucionales y sectoriales siempre y cuando estén orientadas a evitar la ocurrencia de algún desastre y que colabore con la  atención de las emergencias en todas sus etapas.